# Drago Ikić
Drago Ikić (Foča, BiH, 2. srpnja 1917. – Zagreb, 19. studenoga 2014.), hrvatski akademik i imunolog, osnivač i dugogodišnji ravnatelj Imunološkog zavoda u Zagrebu.

## Životopis
U Zagrebu završava studij medicine i specijalizira bakteriologiju, a na Centralnome higijenskom zavodu u Zagrebu vodio je odjel za kontrolu i ispitivanje seruma i cjepiva. Godine 1961. osnovao je Imunološki zavod na čijem je čelu bio do 1982. godine. 1977. godine postao redoviti član Hrvatske akademije znanosti i umjetnosti. gdje je vodio Kabinet za istraživanje i standardizaciju imunoloških supstancija. Bio je i redoviti profesor imunologije na Medicinskom i Prirodno-matematičkom fakultetu Sveučilišta u Zagrebu.

## Vanjske poveznice
- http://info.hazu.hr/drago_ikic_biografija
- Drago Ikić Hrvatska tehnička enciklopedija, portal hrvatske tehničke baštine. LZMK